# باربارا بیرو
باربارا بیرو (مجاری: Bíró Barbara؛ زادهٔ ۱۱ مهٔ ۱۹۹۵) بازیکن فوتبال اهل مجارستان است.
وی همچنین در تیم ملی فوتبال زنان مجارستان بازی کرده‌است.